# 知念第一サイト
知念第一サイト（ちねんだいいちサイト、英語: Chinen Site No.1）は、沖縄県南城市の知念半島にあった米陸軍のミサイル基地。ホークミサイルが配備されていた知念第一サイトは陸上自衛隊の知念高射教育訓練場 (知念分屯地) に、ナイキ・ハーキュリーズが配備されていた知念第二サイトは航空自衛隊の知念高射教育訓練場 (知念分屯基地) にそれぞれ移管された。

## 概要

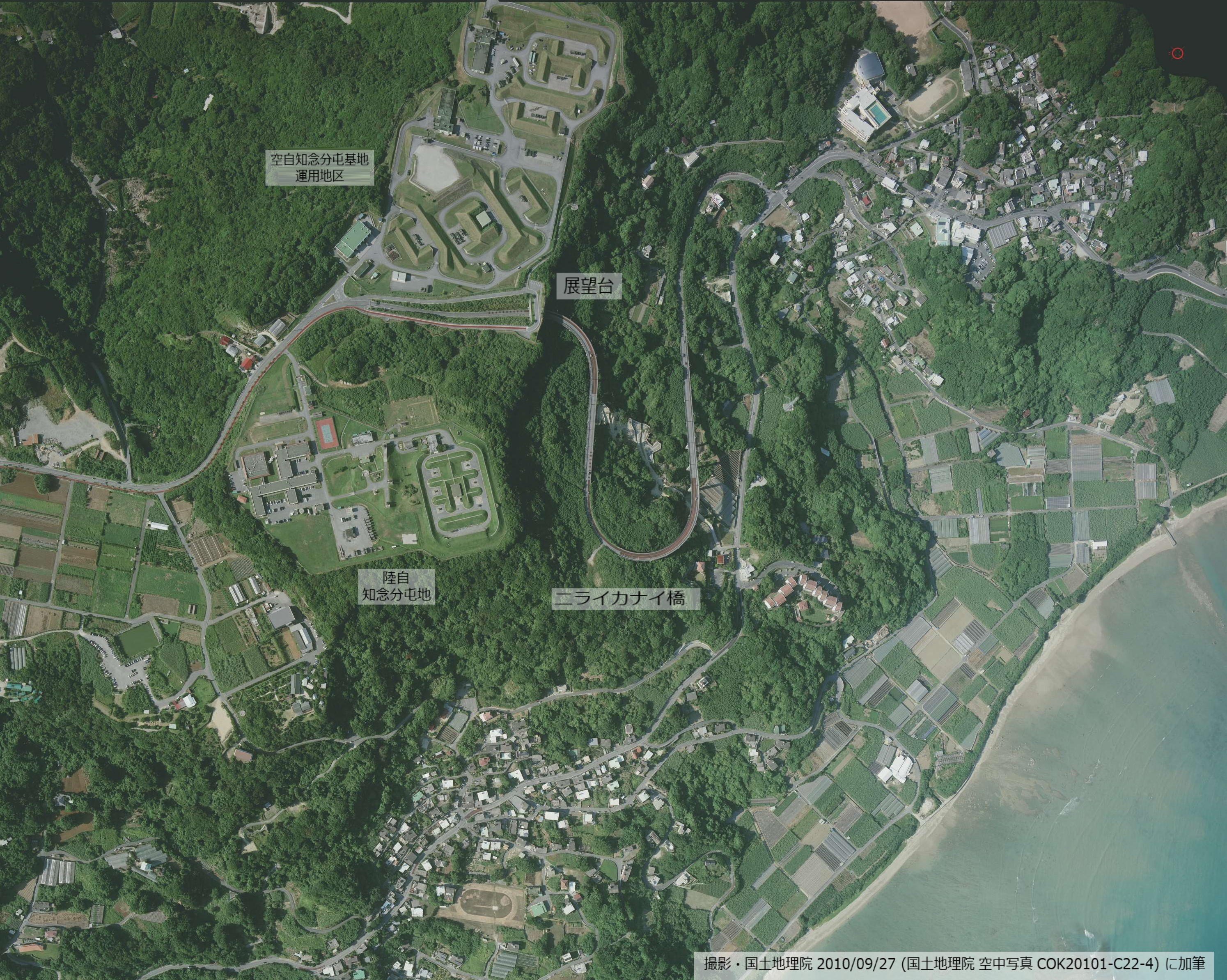
現在のニライカナイ橋展望台から北側が知念第二サイト (現在の陸自知念分屯地)、南側が知念第一サイト (現在の空自知念分屯基地) となる。

知念第一サイト (施設番号 FAC6268) は現在のニライカナイ橋展望台から南側に所在した米軍ミサイルサイト。現在は陸上自衛隊知念分屯地 (知念高射教育訓練場) に移管されている。
- 所在地: 知念村字知念
- 旧称: 知念第一陸軍補助施設 (Chinen Army Annex No. 1)
- 改称: 知念第二サイト (Chinen Site 2)[1]
- 施設番号: A表 FAC6268
- 面積: 約113,300m2
- 管理: 米陸軍

| 施設番号 | 基地名 (1972年時点) | 旧称                | 現在             |
| FAC6268  | 知念第1サイト       | 知念第1陸軍補助施設 | 陸自知念分屯地   |
| FAC6269  | 知念第2サイト       | 知念第2陸軍補助施設 | 空自知念分屯基地 |

### 歴史
- 1960年3月12日: ホークミサイル配備が県内8カ所のサイトで計画された[2]。
- 1961年8月、低高度用迎撃用のホーク・ミサイルが配備された[3]。ホーク基地は沖縄本島と渡嘉敷島に8ヶ所。
- 1972年5月15日: 沖縄返還にともない「知念第一サイト」の名称でミサイル・サイトとして提供。
- 1957年7月8日のアメリカ公文書館の記録には、沖縄のナイキ基地8カ所の名が記されている[4]。そのうちの一つが知念サイトであり、琉球政府の記録にも1957年8月23日のナイキ基地査察の写真が残されている。また米国民政府はさらにホークミサイルを導入することに決定し、1960年3月12日の記録では沖縄のホーク基地8か所の名が記されており、そこにも知念サイトがある。知念第一サイトにはホークが、知念第二サイトにはナイキが配備されていた。1972年の沖縄返還にともない、水面下で様々な交渉がなされていたが、ナイキミサイルシステムは航空自衛隊に、ホークミサイルシステムは陸上自衛隊に、という配分で、知念サイトは二つに分けられ移管された[5]。

|   | ホーク・ミサイル                            | 備考                        |
| 1 | ボロー・ポイント射撃場 (読谷陸軍補助施設)   | 返還                        |
| 2 | 知花サイト                                  | 陸自 白川分屯地に移管       |
| 3 | 西原第二陸軍補助施設 (ホワイト・ビーチ地区) | 陸自 勝連分屯地に移管       |
| 4 | 多野岳サイト (羽地陸軍補助施設)             | 返還                        |
| 5 | 知念第一サイト                              | 陸自 知念分屯地 に移管      |
| 6 | 与座岳サイト                                | 陸自 南与座分屯地に移管     |
| 7 | 渡嘉敷陸軍補助施設 に2か所                  | 返還 国立沖縄青少年交流の家 |

### 陸自 知念高射教育訓練場
1973年4月6日、陸自へ移管される。陸自知念分屯地開設。米軍のミサイル施設を各種引き継いで使用。
2009年2月1日、県道新設計画に伴い、保安用地として23千m2を新たに借り上げた。
- 陸自「知念分屯地」
- 管理部隊名：陸上自衛隊第1混成団
- 使用部隊名：第6高射特科群第325高射中隊

管理地域と訓練地域から成る。管理地域には庁舎、隊舎、食堂、車両整備室、受電所、 グランド等があり、訓練地域には移動レーダー、発電室、ミサイル射撃室、組立工場等がある。